# 扬名街道
扬名街道，是中华人民共和国江苏省无锡市梁溪区下辖的一个乡镇级行政单位。2021年10月20日，撤销扬名街道、金星街道，设立新的扬名街道。以原扬名街道、金星街道的行政区域为新的扬名街道行政区域，管理芦庄第一、芦庄第二、芦村、五爱、扬名、清一、清二、五星、金星、新联、梁中、滨河、中桥、中南、中北、中联、金城、翠园、朗诗、芦东、芦西、阳光城市花园、繁华里、城南24个社区居委会。

## 行政区划
扬名街道下辖以下地区：
芦庄第一社区、芦庄第二社区、五爱社区、五星社区、清一社区、清二社区、扬名社区、金星社区、新联社区、芦村社区和扬名花园社区。